# Đảo Hoa Phượng
Đảo Hoa Phượng là đảo nhân tạo đầu tiên tại Việt Nam đang được xây dựng ở trung tâm khu du lịch, nghỉ mát Đồ Sơn (thuộc khu II), phường Vạn Hương, quận Đồ Sơn, Hải Phòng. Cùng với quy hoạch đã được phê duyệt của thành phố Hải Phòng, đảo Hoa Phượng sẽ cách sân golf Đồ Sơn 3 km, sân bay Cát Bi 20 km, Vịnh Hạ Long 10 hải lý, Hà Nội 90 km bằng đường cao tốc và 2giờ di chuyển từ Thành phố Hồ Chí Minh bằng máy bay.

## Dự án, Quy hoạch
Dự án Đảo Hoa Phượng có tổng diện tích gần 63ha với tổng mức đầu tư lên tới 133.344.367 USD, dự án được thiết kế theo loại hình đô thị trên biển; mang hình dáng là một bông hoa phượng năm cánh với một quần thể gồm khách sạn 5 sao tại Hải Phòng cùng hàng loạt dịch vụ, tiện ích hiếm nơi tại Việt Nam nào có được như: Bến du thuyền, bãi đáp trực thăng, bãi đáp thủy phi cơ, trung tâm thương mại, công viên nước trong nhà, rạp chiếu phim, nhà hàng, spa, hồ bơi tiêu chuẩn quốc tế, phòng khám, hồ chèo thuyền, nhà trẻ… và khoảng 200 căn biệt thự cao cấp để bán.
Các mẫu biệt thự được quy hoạch hài hòa với tổng thể không gian kiến trúc toàn bộ đảo. Những mẫu biệt thự này thuộc bộ sưu tập mẫu biệt thự hạng sang (Preminum Collection) mang phong cách kiến trúc tân cổ điển Thuần Khiết (Pure Neo-classic) vững chãi, uy nghi, sang trọng. Đây là kiểu kiến trúc được ưa thích của các triệu phú vùng bắc Địa Trung Hải và California (Mỹ).
Ngày 06/08/2010, Chủ đầu tư dự án là tập đoàn Daso Group đã ký kết với các đối tác Accor, Steelman Partners, Meinhardt & Fecon, Hydroscent LLC, RCI, BIDV, BIC… về việc thực hiện khu phức hợp resort, khách sạn 5 sao.

## Tiến độ triển khai
Trải qua gần 10 năm dâng đất lập đảo nhân tạo giữa vịnh Vạn Hương, Đồ Sơn, mặt bằng dự án làng biệt thự Vạn Hương (Đảo Hoa Phượng) đến nay đã hoàn thành cơ bản và những căn villa mẫu đang được hoàn thiện.
Tư vấn thiết kế xây dựng khách sạn 5 sao Pullman và khu trung tâm mua sắm trên Đảo Hoa Phượng do Công ty Kume Sekkei (Nhật Bản) đảm nhận. Theo hợp đồng ký kết, Kume Sekkei dự kiến thiết kế các hạng mục trong vòng 8 tháng. Và đến tháng 01/2012, khách sạn 5 sao mang thương hiệu Pullman của Tập đoàn Accor chính thức được khởi công.